# Денгофівка (станція)
Денгофівка — проміжна залізнична станція 5 класу Південно-Західної залізниці, розташована у селі Денихівка Київської області, між станціями Тетіїв (відстань 10 км) та Жашків (відстань 27 км).
Залізничну станцію Денгофівка було відкрито 1927 року. Зараз працює зал очікування та каса. До станції курсує приміський поїзд сполученням Козятин — Жашків та зворотно.
Найближчі села — Денихівка (0,5 км), Дібрівка (2 км), Ненадиха (4 км), Дубина (4 км).